# Alan Taylor (cestista)
Alan Taylor (Encino, 6 settembre 1958) è un ex cestista statunitense, professionista in Italia e nella CBA.

## Carriera
Venne selezionato dagli Utah Jazz al quarto giro del Draft NBA 1980 (72ª scelta assoluta).

## Palmarès
- Migliore nella percentuale di tiro CBA (1983)